# Castiglione (Ragusa)

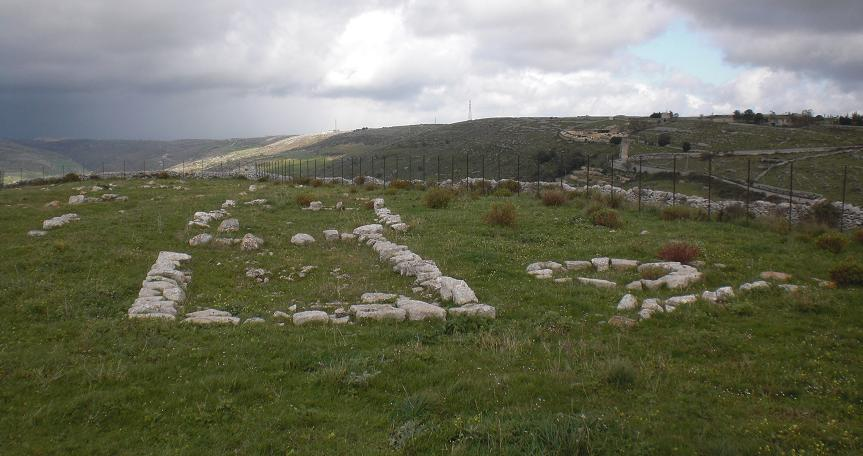
La base del "Tempio" di Castiglione.

Castiglione di Ragusa è un insediamento greco-siculo con resti di due ampi quartieri del VII secolo a.C., fortificazioni, strada urbana, un'area sacra ed una necropoli greca.
Il sito si trova a 3 km da Ragusa su di un'altura, lunga e stretta, che sovrasta la piana di Vittoria.

## Storia
Il sito fu fondato a partire dal VII secolo a.c. da insediamenti siculi. Probabilmente a partire dal V sec. passò sotto l'influenza greca. Dal IV se. a.c. fu poi abbandonato.

## Scoperte
Gli archeologi hanno individuato due aree principali risalenti all'epoca sicula VI sec. a.c. e dei resti di fortificazioni murarie, le fondamenta di un santuario e una necropoli.  

### Il guerriero di Castiglione
Tra i ritrovamenti più importanti dell'area vi è il cosiddetto "guerriero di Castiglione", un bassorilievo in un'unica lastra di calcare locale, raffigurante un guerriero armato a cavallo con la testa del destriero incedente verso sinistra, mentre alle estremità del blocco sono decorate le protomi di un toro e di una sfinge. L'importanza del documento sta nella incisione in caratteri greci e in dialetto dorico, relativo ad una personalità probabilmente indigena. 
Il "guerriero" è custodito presso il Museo archeologico ibleo di Ragusa.